# Cladomelea
Cladomelea is een geslacht van spinnen uit de  familie van de wielwebspinnen (Araneidae).

## Soorten
- Cladomelea akermani Hewitt, 1923
- Cladomelea debeeri Roff & Dippenaar-Schoeman, 2004
- Cladomelea longipes (O. P.-Cambridge, 1877)
- Cladomelea ornata Hirst, 1907